# Den sorte fugl er kommet
Den sorte fugl er kommet er en sang med tekst af Frank Jæger og melodi af Carl Nielsen. Sangen består af 3 vers. Melodien er meget enkel.
| Musik | Spire Denne musikartikel er en spire som bør udbygges. Du er velkommen til at hjælpe Wikipedia ved at udvide den. |